# Günter Schubert (Journalist)

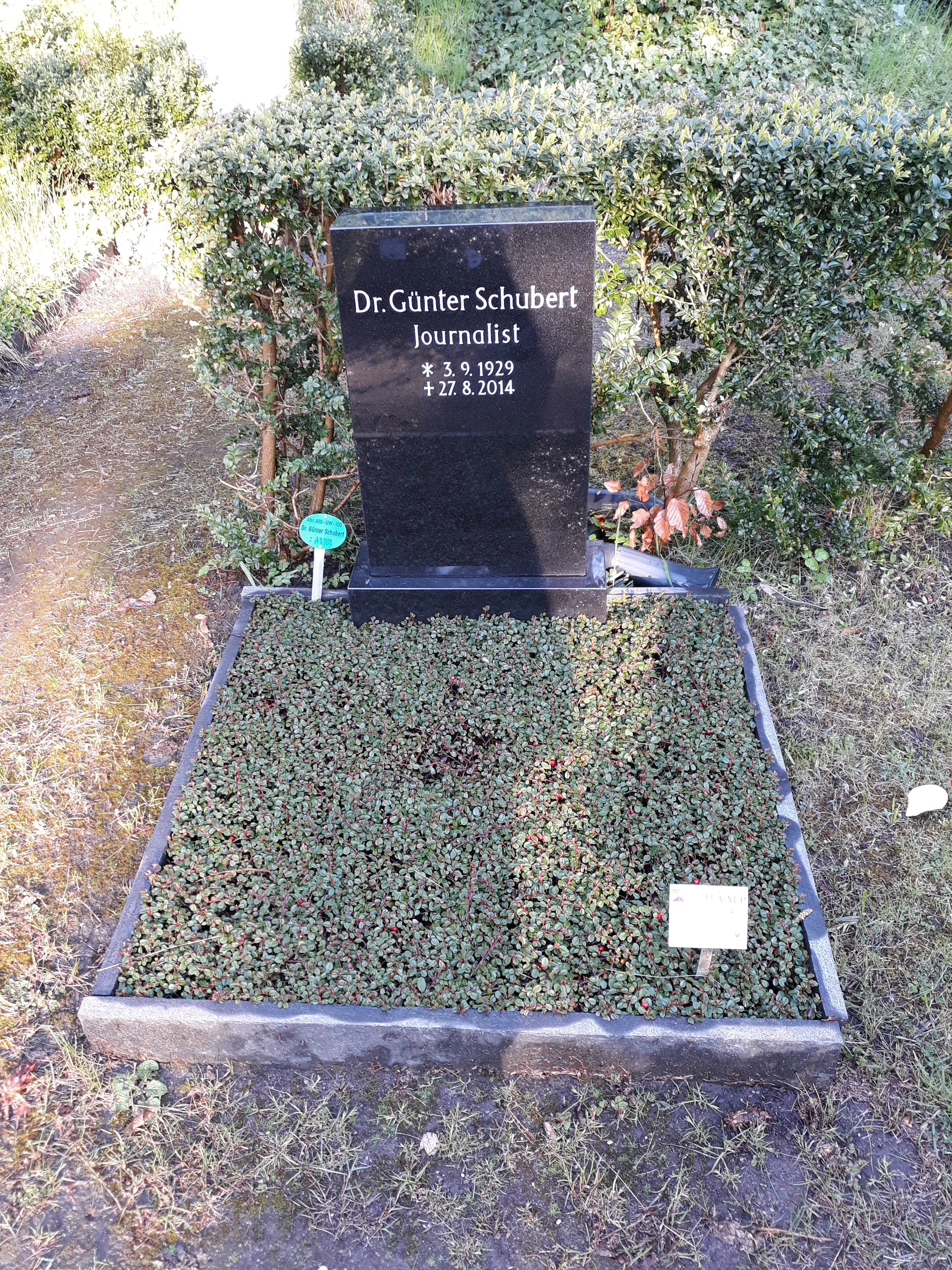
Das Grab von Günter Schubert auf dem Friedhof Wilmersdorf in Berlin

Günter Schubert (* 3. September 1929 in Berlin; † 27. August 2014) war ein deutscher Journalist und Historiker. 
Schubert wurde 1960 an der Freien Universität Berlin mit einer Arbeit über „Die Anfänge der nationalsozialistischen Außenpolitik 1919–1923“ promoviert. Er war langjähriger ZDF-Korrespondent in Warschau. Als Historiker ist Günter Schubert unter anderem durch seine Forschung zu jüdischen Flüchtlingen in den USA bekannt. Er starb im August 2014, kurz vor seinem 85. Geburtstag.

## Schriften
- Anfänge nationalsozialistischer Außenpolitik. Verlag Wissenschaft und Politik, Köln 1963.
- Stolz, die Rüstung der Schwachen: Polnische Lebensläufe zwischen Weiß und Rot. Bund, Köln 1984, ISBN 3-7663-0819-X.
- Unversöhnt: Polen nach dem Priestermord. Bund, Köln 1985, ISBN 3-7663-0943-9.
- Strategie des Irrtums: Die langen Mauern des Perikles und der Untergang Athens. Roman. Bund, Köln 1988, ISBN 3-7663-3044-6.
- Das Unternehmen „Bromberger Blutsonntag“. Tod einer Legende. Bund, Köln 1989, ISBN 3-7663-2101-3.
- Nachbarn auf Gedeih und Verderb: Deutsche und Polen. Bouvier, Bonn 1997, ISBN 3-416-02679-9.
- Der Fleck auf Uncle Sams weißer Weste. Amerika und die jüdischen Flüchtlinge 1938–1945. Campus, Frankfurt am Main/New York 2003, ISBN 3-593-37275-4.
- Erkaufte Flucht. Der Kampf um den Haavara-Transfer. Metropol, Berlin 2009, ISBN 978-3-940938-52-7.